# نيكولاي أفاناسفسكي
نيكولاي نيكولايفيتش أفاناسفسكي (1 أكتوبر 1940 - 23 يونيو 2005) (بالروسية: Николай Николаевич Афанасьевский) هو سياسي ودبلوماسي روسي.

## مسيرته
من مواليد 1 أكتوبر 1940 بموسكو، تخرج أفاناسفسكي من معهد موسكو الحكومي للعلاقات الدولية سنة 1964، وذهب للعمل في مختلف المناصب الدبلوماسية في المكاتب المركزية لوزارة الخارجية والخارج.
من عام 1990 إلى عام 1992، كان سفير الاتحاد السوفيتي لدى بلجيكا، واستمر في عمله حتى عام 1994. عمل سفيراً لدى فرنسا من يناير 1999 إلى مارس 2002، وعُيّن سفيراً لروسيا لدى بولندا من مارس 2002 حتى وفاته في وارسو بتاريخ 23 يونيو 2005.